# Chiesa di San Giovanni Laterano
La chiesa di San Giovanni Laterano è stata un edificio religioso ora scomparso della città di Venezia ubicato nel sestiere di Castello.

## Storia
Il piccolo oratorio sorgeva nel tratto mediano di una insula dalla peculiare forma a triangolo, situata a poca distanza dalla basilica dei Santi Giovanni e Paolo ed era in origine parte del Capitolo di San Giovanni in Laterano di Roma, da cui prese il nome.
 Nel 1504 le monache agostiniane che ne avevano la concessione adattarono a convento alcune abitazioni adiacenti.
Nel 1573 il complesso venne gravemente danneggiato da un fulmine che lo rese inagibile e provocò quindi il trasloco delle monache verso altre sedi. Nonostante fosse stato ricostruito nel 1577, le monache non tornarono nell'antica sede, ad eccezione di due; nel 1599 nel monastero rimase una sola monaca, Ottavia Zorzi, che si attivò con successo per ripopolarlo. Alla sua morte erano presenti nella sede una cinquantina di monache ed erano iniziati i lavori di ricostruzione completa del complesso, che raggiunse la sua massima espansione nel corso del XVII secolo. In questa occasione venne rinnovato completamente anche l'oratorio, senza però modificarne le dimensioni, e fu riconvertito in cappella privata del convento.
Il complesso monastico venne soppresso nel 1806 in seguito ai decreti di Napoleone Bonaparte e destinato a usi civili — dapprima come archivio notarile poi come edificio scolastico — che ne compromisero le strutture sia interne che esterne e che portarono alla demolizione completa dell'oratorio nel giro di pochi anni.